# Niinivaaran serpentiniittialueet
Niinivaaran serpentiniittialueet este o arie protejată (arie specială de conservare — SAC, sit de importanță comunitară — SCI) din Finlanda întinsă pe o suprafață de 89 ha, integral pe uscat.

## Localizare
Centrul sitului Niinivaaran serpentiniittialueet este situat la coordonatele 63°00′11″N 28°49′37″E / 63.0031°N 28.8269°E.

## Înființare
Situl Niinivaaran serpentiniittialueet a fost declarat sit de importanță comunitară în august 1998 pentru a proteja 1 specie de plante. Situl a fost protejat și ca arie specială de conservare în aprilie 2015.

## Biodiversitate
Situată în ecoregiunea boreală, aria protejată conține 9 habitate naturale: Lacuri și iazuri distrofice naturale, Cursuri de apă de la nivel de câmpie la nivel montan, cu vegetație Ranunculion fluitantis și Callitricho-Batrachion, Mlaștini turboase de tranziție și turbării mișcătoare, Taiga vestică, Mlaștini alcaline, Păduri fino-scandinave bogate în ierburi cu Picea abies, Pante stâncoase silicioase cu vegetație casmofită, Pășuni din zone de pădure fino-scandinave, Mlaștini împădurite.
La baza desemnării sitului se află o specie protejată de  plante: Asplenium adulterinum.
Pe lângă speciile protejate, pe teritoriul sitului au mai fost identificate 17 specii de plante.